# Ley Tamara (Chile)
La Ley 21.483, conocida como Ley Tamara, es una ley chilena cuyo objetivo es proteger a menores de edad, adultos mayores y personas con discapacidad de delitos de distintas índoles, como violación, secuestro u homicidio, aumentando las penas de quienes sean responsables. Esta tiene como base la vulnerabilidad que caracteriza a estas víctimas en casos violentos que requieren capacidades de defensa personal. Fue propuesta en 2021 y su nombre popular es en memoria de Tamara Moya, una menor de edad asesinada por delincuentes en un atraco.
Pese a que su discusión comenzó a raíz de la violencia contra niños y niñas, a medida que el proyecto fue desarrollándose comenzó a considerar como vulnerable a un grupo más numeroso y diverso de personas.
En la Cámara de Diputados, la ley tuvo 116 votos a favor, tres en contra (todos de un mismo partido político) y 16 abstenciones. Fue aprobada y despachada el 16 de agosto de 2022 y publicada en el Diario Oficial ocho días más tarde, tras la firma del presidente Gabriel Boric.

## Crimen de Tamara Moya

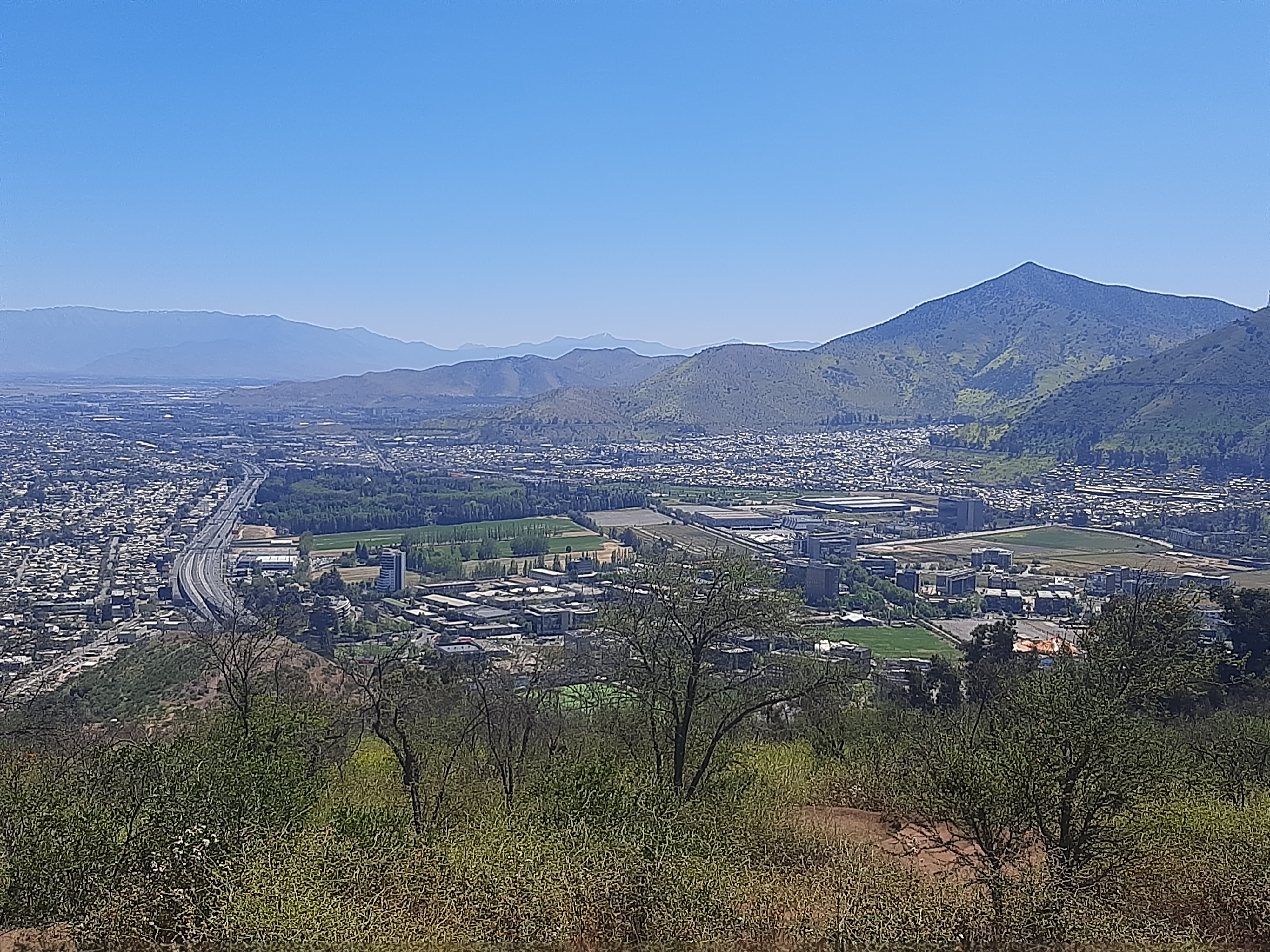
Vista aérea de Huechuraba, comuna donde asesinaron a Tamara Moya.

La noche del 28 de febrero de 2021, Camila Almonacid viajaba de vuelta a su domicilio desde Pudahuel a Huechuraba en su medio de transporte particular, junto a su hija Tamara Moya, de cinco años de edad. A pocas cuadras del hogar, fueron interceptadas por varios delincuentes con la intención de quitarles el vehículo, en un delito conocido como «encerrona». La madre quiso sacar a la niña de la silla de seguridad dialogando con los atacantes, pero la situación comenzó a tornarse insostenible cuando uno de estos hizo caso omiso a estas peticiones, disparándole a la pequeña, quien falleció de inmediato.
Pocos días después, los padres le entregaron una carta al entonces presidente Sebastián Piñera, centrada en el foco de hallar a los responsables y obtener una justicia acorde al daño causado. Posteriormente se reunieron con el mandatario en el Palacio de La Moneda, exigiendo incluso pena de muerte frente a las cámaras de los medios de comunicación más masivos del país, todo esto junto la compañía de Scarlett Ahumada, madre de Itan, otro menor que falleció producto de una bala disparada por un funcionario de Carabineros en el contexto de un procedimiento policial en la comuna de Maipú.

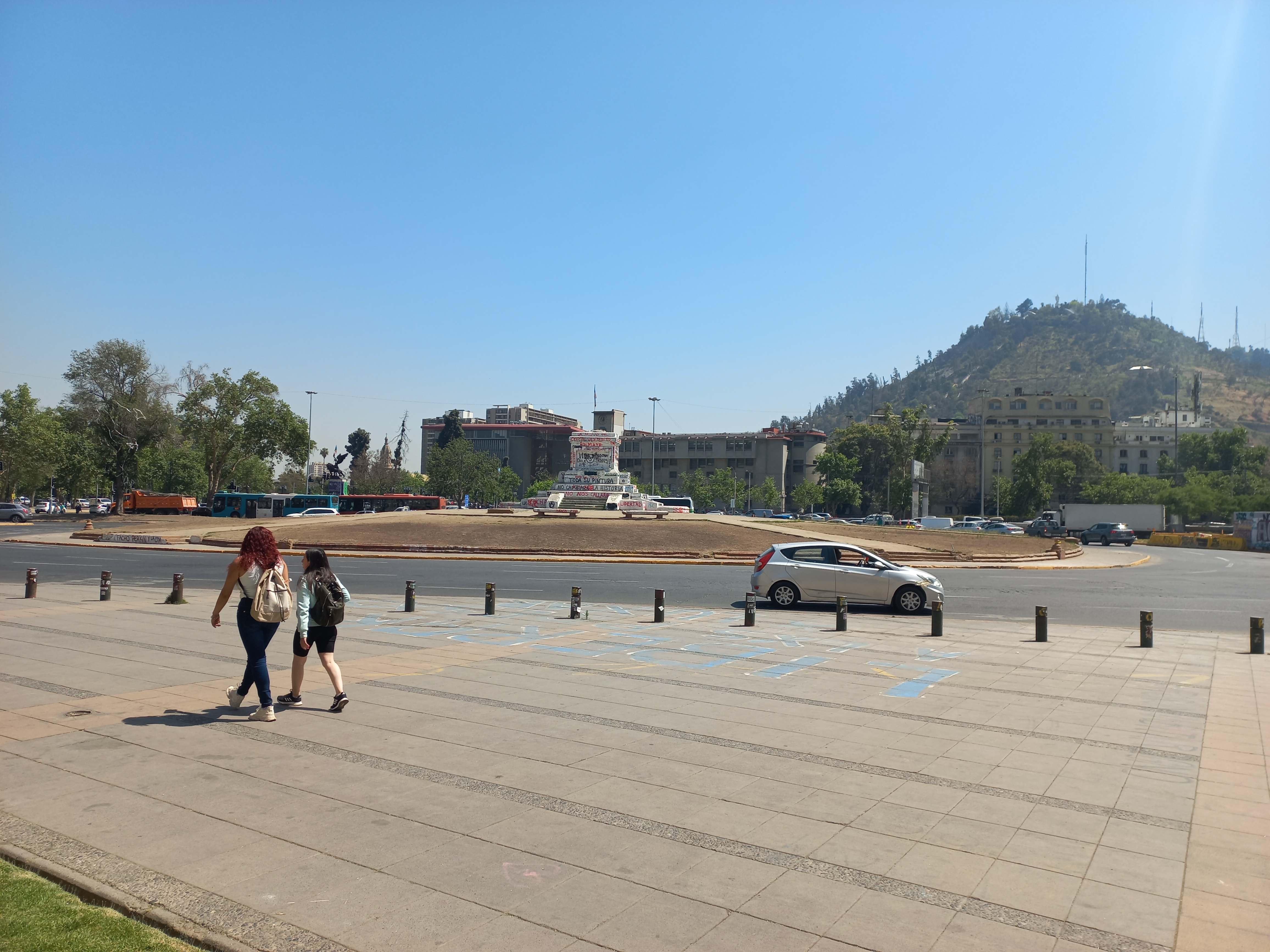
Plaza Baquedano en octubre de 2022. Este fue el punto de inicio de la marcha convocada para pedir justicia por la menor.

El caso comenzó a ser parte de una lucha colectiva por los casos de menores de edad que fallecieron en manos de terceras personas en fechas cercanas. El 15 de julio de 2021, se congregó una gran marcha en Plaza Baquedano en dirección al centro de Santiago, donde muchos padres que sufrieron la pérdida de sus hijos fueron partícipes a fin de exigir justicia y endurecimiento de las penas para eventuales culpables de homicidio contra niños.

#### Imputados y condena
El 25 de marzo, casi un mes después del homicidio de Tamara Moya, un asaltante de 16 años murió en la comuna de Pudahuel luego de recibir un impacto balístico en el rostro, perpetrado por la víctima principal del delito, un carabinero de civil que estaba movilizándose en una camioneta, la que era el objetivo del joven y sus compañeros del grupo delictual. A las pocas horas del suceso, la Fiscalía confirmó que el fallecido estaba siendo investigado por su presunta participación en la muerte de la menor, y que además, habría sido quien apretó el gatillo. No fue hasta el 23 de abril que el resto de los involucrados fueron detenidos: Alan Gallardo y Pablo Valdés, quien era menor de edad al momento del crimen (en Chile la mayoría de edad se alcanza a los 18).
A lo largo de 2021, los presuntos culpables pasaron los días en prisión preventiva e internación provisoria, respectivamente. Dentro de los centros causaron problemas relacionados con agresiones a funcionarios y tráfico de drogas y Valdés fue trasladado de ciudad varias veces antes del veredicto final. No fue hasta junio de 2022 que el Segundo Tribunal de Juicio Oral en lo Penal los declaró como culpables:
- Alan Gallardo, conocido como Papi Chulo y de 18 años al momento del crimen, fue condenado a presidio perpetuo calificado (40 años) y a una condena adicional de cinco años y un día por tráfico de drogas.
- Pablo Valdés, conocido en su entorno como Mono Pipe y de 17 años al momento del crimen, fue condenado a diez años de régimen cerrado junto a un programa de reinserción social.

A los pocos días de dictada la sentencia, los abogados de ambos condenados presentaron recursos de nulidad a la Corte de Apelaciones, con intenciones de rebajar la condena en el caso del menor y llevar a cabo un nuevo juicio en el caso del mayor, sin embargo, estos fueron rechazados el 12 de agosto, fecha en la que finalmente comenzaron a cumplir sus condenas de manera definitiva.

## Cronología de la discusión
- Mayo de 2021: El poder legislativo comienza a dar las primeras ideas sobre una ley que dificulten las posibilidades de opciones favorecedoras a condenados responsables de crímenes contra menores de edad, con el principal objetivo de que el tiempo cumplido en prisión para pedir beneficios de libertad sea mayor. Estas conversaciones nacieron, en parte, luego de un corto periodo de tiempo en el cual se perpetraron homicidios contra niños de manera muy seguida, anormal para el nivel de criminalidad del país.[7]
- Noviembre de 2021: A principios de mes, el entonces presidente de la Comisión de Constitución del Senado, Pedro Araya, confirmó su compromiso para poner en tabla la propuesta de una ley que proteja a las personas más vulnerables del país (niños, ancianos y discapacitados), llamada Ley Tamara. Hacia aquella fecha, ya se tenía un cuadro comparativo que mostraba las nuevas modificaciones. Finalmente, el día 23 se realizó la audiencia (en la cual asistieron los padres de Tamara de manera virtual), donde la nueva propuesta fue puesta en observación por expertos en derecho penal y puesta en conocimiento por las cámaras legislativas.
- Mayo de 2022: El día 6, el Senado discutió y aprobó el análisis del proyecto de manera unánime, donde no se tuvo duda alguna sobre seguir adelante e ingresar las indicaciones correspondientes. Hubo un consenso en la gran importancia y aporte de la ley, aunque algunos senadores hicieron hincapié sobre la poca efectividad del documento para disminuir los delitos, sin embargo, la idea principal reforzaría profusamente las garantías de encierro preventivo para los eventuales acusados de atentar contra los más vulnerables.[8]
- Agosto de 2022: Luego de ser modificada por la Comisión de Constitución, fue aprobada por el Senado y devuelta a la Cámara de Diputados para los votos finales,[9] donde también fue aprobada por una amplia mayoría el día 16. La ley ya estaba lista para ser promulgada, puesta en marcha y firmada por el presidente. Finalmente, el día 24 se transformó en una ley oficial de la República de Chile.

## El antes y después de la ley

### Antes
- A la hora de juzgar en un tribunal, no es considerado como agravante que la víctima sea de grupos vulnerables, tales como niños, adolescentes, ancianos o discapacitados, eso quiere decir que, no existe el mandato legal (obligación) de considerarlas dentro de un grupo vulnerable específico.
- Los delitos de violación contra menores de edad se castigan con cinco años y un día a diez años, lo que en términos jurídicos se traduce como presidio mayor en su grado mínimo a medio. Los homicidios, por su parte, también tienen una pena de presidio mayor en su grado medio.[10]

### Después
- Es considerado agravante el cometer un delito contra el grupo vulnerable integrado por los menores de edad (menos de 18 años), discapacitados y adultos mayores (tercera edad), por lo que las sanciones aumentan considerablemente en comparación a las normas antiguas.
- Los delitos de violación son castigados con diez años y un día a veinte años, es decir, en su grado medio a máximo. Esto considera cualquier situación donde exista cualquier tipo de abuso por vía vaginal, bucal u oral.